# Matthäus Csák

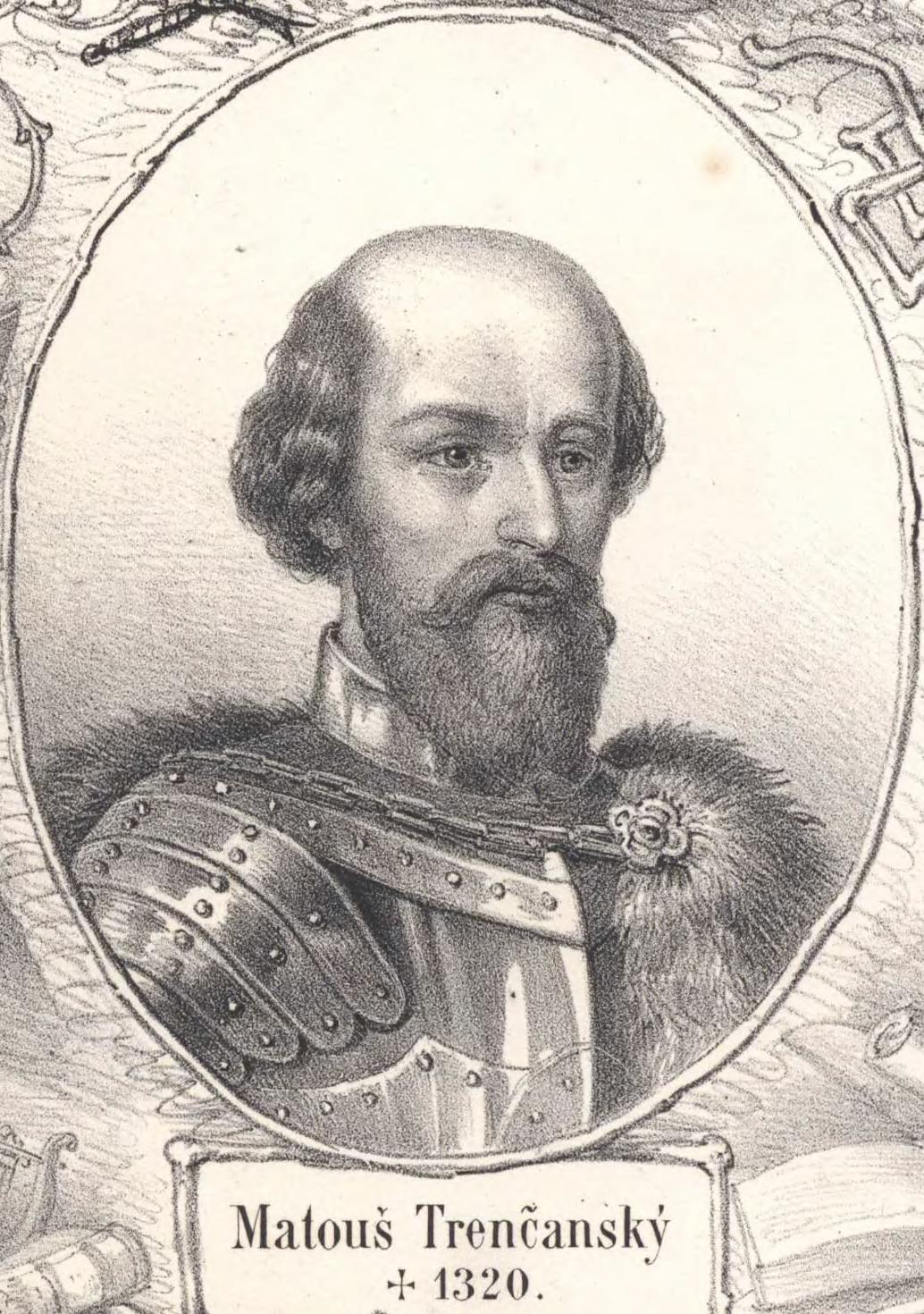
Matthäus Csák

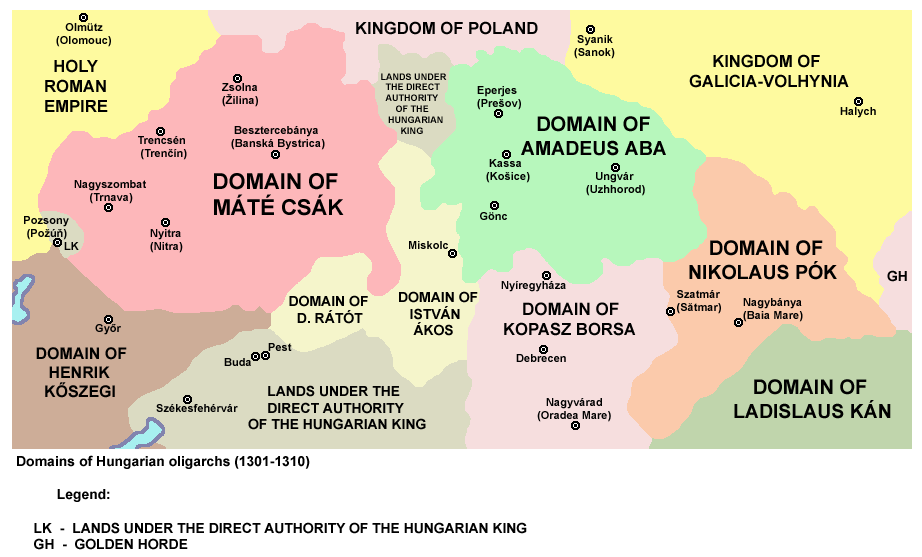

Matthäus Csák (ungarisch Csák (III) Máté, slowakisch Matúš Čák III.), auch Matthäus Csák von Trentschin (ungarisch trencséni Csák (III) Máté, slowakisch Matúš Čák III. Trenčiansky) (* um 1260; † 18. März 1321) war ein Adeliger und Oligarch im Königreich Ungarn, der de facto über die nordwestlichen und nördlichen Teile des damaligen Königreiches (heute West-, Nordslowakei und Nordungarn) herrschte.

## Leben
Matthäus war ein Sohn des Palatins Peter Csák aus der Familie Csák. 1291 beteiligte er sich an einem Feldzug des ungarischen Königs Andreas III. gegen Österreich; im darauffolgenden Jahr eroberte er für den König die Burg Pressburg, die bis dahin von Heinrich Kőszegi beherrscht wurde. Zur Belohnung wurde Matthäus zum Gespan im Komitat Pressburg ernannt. 1296 erwarb er die Burg Rotenstein und die Burg Trenčín, von der sich sein Prädikat „von Trentschin“ ableitet. Im selben Jahr wurde er Palatin, verlor dieses Amt jedoch im darauffolgenden Jahr wegen Streitigkeiten mit König Andreas III.
Nach Andreas’ Tod im Jahr 1301 und dem Aussterben der Arpaden unterstützte Matthäus den Anspruch des böhmischen Fürsten Wenzel, der im selben Jahr als Ladislaus V. zum König von Ungarn gekrönt wurde. Matthäus, der bei der Krönung in Székesfehérvár anwesend war, unterstützte Ladislaus V., der jedoch nach vier Jahren die Stephanskrone an den Wittelsbacher Otto III. verlor. Diesen lehnte Matthäus Csák ab, weshalb er einige Burgen im Nordteil des ungarischen Königreichs besetzte. Nachdem er zunächst auch den im Jahr 1307 von einer Versammlung bestätigten König Karl I. abgelehnt hatte, wurde er von Kardinal Gentilis de Montefiori, dem Legaten des Papstes Clemens V., dazu überredet, die Herrschaft von Karl I. anzuerkennen. Da er sich trotzdem dem König Karl I. nicht unterordnen wollte, organisierte er im Juni 1311 einen Feldzug nach Buda, wurde jedoch zurückgeschlagen; daraufhin wurde er von Kardinal Gentilis exkommuniziert.
In dieser Zeit umfasste das von ihm beherrschte Gebiet 14 Gespanschaften und etwa 50 Burgen; nach seinen Kerngebieten wird er in der Slowakei auch als „Herrscher der Waag und der Tatra“ (pán Váhu a Tatier) bezeichnet. Csák im Westen und die einflussreiche Familie Aba in der heutigen Ostslowakei herrschten über weite Teile des Gebiets, das heute die  Slowakei ist. Seine Truppen unterstützten die Familie Aba gegen den König Karl I., verloren aber die Schlacht von Rozhanovce am 15. Juni 1312, und das Eigentum der Familie Aba wurde schließlich von königlichen Truppen besetzt. Nach diesem Erfolg attackierten die königlichen Truppen mehrmals Gebiete von Matthäus Csák, konnten aber nur Randbereiche besetzen; sein Kerngebiet um die Burg Trentschin blieb unberührt. Nach seinem Tod am 18. März 1321 wurde seine „Provinz“ innerhalb weniger Monate von königlichen Truppen besetzt.
Die (nicht einheitlich definierte) Bezeichnung Mattesland erinnert an seine Herrschaft in der heutigen Westslowakei.
Es ist nicht bekannt, mit welcher Frau Matthäus Csák verheiratet war. Sein gleichnamiger Sohn Matthäus Csák IV. (Matúš Čák IV.) starb 1318 noch zu Lebzeiten seines Vaters. Seine verwitwete Schwiegertochter Jutta kam nach 1321 mit ihren zwei kleinen Söhnen nach Schlesien, wo sie den Münsterberger Herzog Bolko II. heiratete und 1342 verstarb.